# Афективні розлади
Афективні розлади (розлади настрою) — загальна назва групи психічних розладів, пов'язаних з порушеннями афекту. Є в МКХ. У класифікації DSM поєднує кілька діагнозів, коли основною ознакою передбачається порушення емоційного стану.
Найбільш широко визнаються два типи розладів, різниця між якими полягає у тому, чи мала людина колись маніакальний або гіпоманіакальний епізод. Таким чином, існують депресивні розлади, серед яких найбільш відомим і вивченим є великий депресивний розлад, який ще називають «клінічною депресією», і біполярний афективний розлад, раніше відомий як «маніакально-депресивний психоз», який характеризується періодами манії або гіпоманії, що змінюється періодами депресії. Тривають такі епізоди від 2 тижнів до 4–5 місяців змінюючи один одного. 
У деяких випадках афективними розладами називають інтенсивні прояви недоречних емоцій (у рамках марення), наприклад, страху, тривоги, злості, люті, захоплення або екстазу.
Афективні порушення можуть супроводжуватися іншими порушеннями, наприклад маренням або кататонічними розладами.

## Класифікація

### Розлади депресивного спектра
- Великий депресивний розлад, часто званий клінічною депресією, коли людина пережила не менше одного «клінічного» (F32.1) депресивного епізоду. Депресія без періодів манії часто називається уніполярною депресією, оскільки настрій залишається одному емоційному стані чи «полюсі». При діагностиці виділяють кілька підтипів депресії.
  - Атипова депресія характеризується реактивністю настрою (парадоксальна ангедонія), значним збільшенням ваги або підвищеним апетитом («поїсти, щоб зняти занепокоєння»), надмірною кількістю сну або сонливістю (гіперсомнія), відчуттям тяжкості в кінцівках і значною нестачею соціалізації, як наслідок заперечення. Складнощі в оцінці цього підтипу призвели до того, що ставиться під його обґрунтованість і його поширення.
  - Меланхолійна депресія (гостра депресія) характеризується ангедонією (втратою задоволення від більшості або від усіх справ), нездатністю реагувати на стимули, що приносять задоволення. Почуття зниженого настрою виражено чіткіше, ніж почуття жалю чи втрати, характерно погіршення симптомів у ранкові години, пробудження рано-вранці, психомоторна загальмованість, надмірна втрата ваги (не плутати з нервовою анорексією), сильне почуття провини.
  - Психотична депресія — термін для тривалого депресивного періоду, зокрема у меланхолійної натури, коли пацієнт має психотичні симптоми - марення, рідше галюцинації. Ці симптоми майже завжди відповідають настрою (зміст збігається з депресивними темами).
  - Інволюційна депресія (застигаюча депресія) — рідкісна та важка форма клінічної депресії, що включає розлади рухових функцій та інші симптоми. У цьому випадку людина мовчить, майже перебуває у стані ступору і або нерухома, або робить безцільні або навіть аномальні рухи. Подібні кататонічні симптоми також розвиваються при шизофренії, маніакальних епізодах або є наслідком злоякісного нейролептичного синдрому.
  - Післяродова депресія зазначена як уточнюючий термін DSM-IV-TR; вона відноситься до надмірної, стійкої та іноді призводить до втрати дієздатності депресії, що переживається жінками після народження дитини. Післяпологова депресія, ймовірність якої оцінюється в 10–15%, зазвичай проявляється протягом трьох робочих місяців і продовжується не довше трьох місяців.
  - Сезонний афективний розлад — це уточнюючий термін. Депресія у деяких людей має сезонний характер, з епізодом депресії восени або взимку, та поверненням до норми навесні. Діагноз ставиться, якщо депресія виявилася принаймні двічі на холодні місяці і жодного разу в іншу пору року протягом двох років або більше. Однак, у дослідженні, проведеному на великій вибірці (34 294 осіб), не вдалося виявити взаємозв'язок депресії та пори року. Депресія була пов'язана ні з широтою, де проживає людина, ні з кількістю сонячного світла.
  - Алкогольна депресія. Афективні розлади при алкоголізмі поліморфні та негативно впливають на тяжкість перебігу захворювання, прогноз та період ремісії, спостерігаються у 26–60% хворих на алкоголізм.
- Дистимія — хронічне, помірне порушення настрою, коли людина скаржиться на майже щоденний поганий настрій упродовж принаймні двох років. Симптоми не такі важкі, як при клінічній депресії, хоча люди з дистимією одночасно схильні до періодичних епізодів клінічної депресії (іноді званої «подвійної депресією»).
- Інші депресивні розлади (DD-NOS) включають депресивні розлади, які завдають шкоди, але не підходять під офіційно визначені діагнози. У МКБ-9 позначалися кодом 311. Згідно з DSM-IV, охоплюють «всі депресивні розлади, які не відповідають критеріям будь-якого конкретизованого розладу». Вони включають дослідження діагнозів повторюваної швидкоплинної депресії, і малої депресії, вказаних нижче:
- Рекурентний (повторюваний) швидкоплинний розлад (Recurrent brief depression, RBD) — відрізняють від великого депресивного розладу переважно через відмінності в тривалості. Пацієнти, які страждають на повторювану швидкоплинну депресію, відчувають депресивні епізоди раз на місяць, з окремими епізодами, що тривають менше двох тижнів, а зазвичай менше 2–3 днів. Для діагностування RBD необхідно, щоб епізоди виявлялися протягом принаймні одного року і якщо пацієнт є жінкою, то незалежно від менструального циклу. У пацієнтів із клінічною депресією може розвинутися RBD, як і навпаки.
- Мала депресія — депресія, яка відповідає всім критеріям клінічної депресії, але за якої хоча б два симптоми присутні протягом двох тижнів.

### Розлади біполярного спектру
- Біполярний афективний розлад, раніше відомий як «маніакально-депресивний психоз», описується як періоди маніакального і депресивного станів, що перемежуються (іноді дуже швидко змінюють один одного або змішуються в один стан, при якому у хворого спостерігаються симптоми депресії і манії одночасно). Підтипи включають:
  - Біполярний розлад I [Bipolar I] визначається, якщо є або траплявся раніше один або більше маніакальний або змішаний епізод, незалежно від наявності епізодів клінічної депресії. Для діагнозу по DSM-IV-TR потрібно не менше одного маніакального або «змішаного» епізоду. Для діагностики Біполярного розладу I депресивні епізоди хоч і не є обов'язковими, але протягом захворювання вони проявляються часто.
  - Біполярний розлад II [Bipolar II] характеризується гіпоманіакальними та депресивними епізодами.
- Циклотимія – це більш м'яка форма біполярного розладу, яка проявляється у дистимічних і легких гіпоманіакальних (або гіпертимних) періодів, що проявляються іноді, без будь-яких більш важких форм манії або депресії. Часто характеризується «симетричним» течією, тобто, правильним чи безперервним чергуванням протилежних епізодів, чи здвоєними епізодами.

## Соціокультурні аспекти
Кай Редфілд Джеймісон (Kay Redfield Jamison) та інші досліджували можливий зв'язок між афективними розладами (особливо біполярним розладом) та творчістю. Було висунуто припущення про «зв'язок між творчістю та психічними захворюваннями, особливо біполярним афективним розладом та депресією». Взаємозалежність між депресією та творчістю особливо часто проявляється серед поетів.

## Лікування
При лікуванні афективних розладів використовуються нормотиміки, антипсихотики та антидепресанти. Нормотимічні препарати (ламотриджин, препарати літію, карбамазепін, вальпроєва кислота та ін.) мають антиманіакальні властивості і здатні значно пом'якшувати виразність чергової афективної фази або запобігати її наступу. Антипсихотичні препарати використовуються для усунення маніакальних станів, станів з психомоторним збудженням, а також для лікування маній та депресій з психотичними ознаками (у вигляді галюцинацій та марення).